# Небра (Унструт)
Небра (нем. Nebra) — город в Германии, в земле Саксония-Анхальт.
Входит в состав района Бургенланд. Подчиняется управлению Унструтталь. Население составляет 3505 человек (на 31 декабря 2010 года). Занимает площадь 11,49 км². Официальный код — 15 2 56 063.
Из Небры происходит знаменитый небесный диск XVII века до н. э.